# Прокоп'єв Юрій Миколайович
Юрій Миколайович Прокоп'єв (14 липня 1932, місто Нюрба Якутської АРСР, тепер Республіка Саха, Росія — 21 грудня 2003, місто Якутськ, Республіка Саха, Росія) — радянський державний діяч, 1-й секретар Якутського міського комітету КПРС, 1-й секретар Якутського обласного комітету КПРС. Член ЦК КПРС у 1986—1990 роках. Депутат Верховної Ради СРСР 10—11-го скликань. Народний депутат СРСР у 1989—1991 роках. Депутат Верховної Ради Якутської АРСР 7—12-го скликань. Народний депутат Державних Зборів (Іл Тумен) Республіки Саха (Якутія) II скликання. Кандидат філологічних наук (1966).

## Життєпис
З 1950 року — вихователь дитячого будинку села Верхньовілюйськ Якутській АРСР.
У 1955 році закінчив Якутський державний педагогічний інститут.
У 1955—1956 роках — вчитель середньої школи в Якутській АРСР.
У грудні 1956—1959 роках — 1-й секретар Верхньовілюйського районного комітету ВЛКСМ Якутської АРСР.
Член КПРС з 1958 року.
У 1959—1961 роках — секретар Якутського обласного комітету ВЛКСМ.
У 1961—1963 роках — інструктор Якутського обласного комітету КПРС.
У 1966 році закінчив Академію суспільних наук при ЦК КПРС.
З серпня 1966 по березень 1967 року працював молодшим науковим співробітником Інституту мови, літератури та історії Якутської філії Сибірського відділення Академії наук СРСР.
У 1967—1970 роках — завідувач відділу пропаганди Якутського обласного комітету КПРС.
У 1970—1978 роках — секретар Якутського обласного комітету КПРС.
У 1978—1982 роках — 1-й секретар Якутського міського комітету КПРС Якутської АРСР.
У червні 1982 — 23 серпня 1991 року — 1-й секретар Якутського обласного комітету КПРС.
З 1992 року — член Президії і голова постійної комісії Верховної Ради Якутської АРСР з розвитку і розміщення продуктивних сил республіки.
З 1994 по 1997 рік — директор, заступник генерального директора адміністрації Федеральної програми соціально-економічного розвитку Республіки Саха (Якутія).
Потім — на пенсії в Якутську.
Помер 21 грудня 2003 року в місті Якутську.

## Нагороди і звання
- орден Жовтневої Революції
- два ордени Трудового Червоного Прапора
- орден «Знак Пошани»
- медалі
- Заслужений працівник народної господарства Республіки Саха (Якутія) (2002)
- Почесний громадянин Республіки Саха (Якутія) (1997)
- Почесний громадянин Верхневілюйського улусу
- Почесний громадянин Евено-Битантайського улусу
- Почесний громадянин Нерюнгрінського району (2000)